# Vifolka och Valkebo häraders domsaga
Vifolka och Valkebo häraders domsaga var en domsaga i Östergötlands län, bildad 1778 ur Kinda, Ydre, Valkebo och Vifolka häraders domsaga. Domsagan uppgick 1850 i Vifolka, Valkebo och Gullbergs domsaga.
Domsagan omfattade Vifolka härad och Valkebo härad och lydde under Göta hovrätt.

## Tingslag
- Vifolka tingslag
- Valkebo tingslag

## Häradshövdingar
- 1778-1795 Sigfrid Gahm
- 1795-1835 	David Erik Holmström
- 1835-1849 	Fredrik Carl Pereswetoff-Morath